# طاسبندی
طاسبندی، روستایی از توابع بخش جوکار شهرستان ملایر در استان همدان ایران است.

## جمعیت
این روستا در دهستان ترک غربی قرار دارد و براساس سرشماری مرکز آمار ایران در سال ۱۳۹۵، جمعیت آن ۲۹۳ نفر (۱۰۷خانوار) بوده‌است.
مردم روستای طاسبندی به زبان ترکی آذربایجانی سخن می گویند.